# セルジ・カルドナ
セルジ・カルドナ・ベルムデス（Sergi Cardona Bermúdez、1999年7月8日 - ）は、スペイン・カタルーニャ州リュレッド・ダ・マール出身のサッカー選手。ビジャレアルCF所属。ポジションはDF。

## クラブ経歴
カタルーニャ州のリュレッド・ダ・マールに生まれ、ジムナスティック・タラゴナのカンテラで育成された。2018-19シーズンからBチームでプレーし始め、2019年6月9日、セグンダ・ディビシオンのCDルーゴ戦でトップチームデビューを果たした。
2020年6月25日、ジムナスティックとの契約延長を断ってUDラス・パルマスへ移籍した。移籍後はBチームへ登録されたが、2021年5月30日、UDログロニェスとのリーグ戦にてトップチームでの出場機会も得た。
2024年7月18日、ビジャレアルCFに3年契約で移籍した。